# Victoria boliviana
Victoria boliviana — вид квіткових рослин родини лататтєві (Nymphaeaceae). Описаний у 2022 році.

## Таксономія
Зразки цього виду довгий час залишалися нерозпізнаними як окремий таксон, хоча вони були присутні в колекціях, включаючи малюнок зразка 1845 року, що зберігається в К'ю. У 2016 році болівійські установи ботанічного саду Санта-Крус-де-ла-Сьєрра та саду Ла-Рінконада передали насіння Королівському ботанічному саду в Кью. На основі цього матеріалу були проведені генетичні дослідження, в результаті яких цей третій вид Вікторії було визнано окремим таксоном.

## Філогенія
Еволюційні зв'язки з іншими представниками роду:

|  | \| \| Victoria cruziana \| \| \| \| \| \| Victoria boliviana \| \| \| \| |
|  |                                                                          |
|  | Victoria amazonica                                                       |
|  |                                                                          |
|  | Victoria cruziana                                                        |
|  |                                                                          |
|  | Victoria boliviana                                                       |
|  |                                                                          |

|  | Victoria cruziana  |
|  |                    |
|  | Victoria boliviana |
|  |                    |

## Поширення
Ендемік Болівії.

## Опис
Листя Victoria boliviana регулярно виростають приблизно до 3 м завширшки; найбільший із зареєстрованих листків був 3,2 м. З фотографії цього найбільшого листка видно, що обідки не були включені в вимірювання. Якщо врахувати 8-сантиметрові обідки, то лист має повну ширину 3,35 м, що дорівнює найбільшому листю Gunnera manicata. Листя настільки велике, що воно здатне нести вагу дорослої людини. 
Щороку рослина дає кілька квіток поспіль, кожна з яких розкривається по одній і цвіте лише дві ночі. Квіти, вкриті колючками, білі, а згодом стають рожевими.